# FNLA

FNLA:s flagga

FNLA (portugisiska Frente Nacional de Libertação de Angola) var ursprungligen en militant organisation i Angola som i samband med landets självständighet 1975 med stöd av USA och Zaire slogs mot det Sovjet-stödda marxist-leninistiska MPLA. Denna kamp om styret i Angola var således även ett led i det kalla kriget. FNLA marginaliserades dock snabbt av MPLA, och det amerikanska stödet i kriget övergick istället till sedan tidigare Sydafrika-stödda Unita.

## Historia

### FNLA växer fram
År 1954 bildades UPNA, Föreningen för Norra Angolas Folk, en separatiströrelse för folkgruppen Bakongo. Målet var att upprätta det gamla Kongoriket från tiden före portugisernas ankomst. Ordförande i föreningen var Holden Roberto, född i San Salvador och uppväxt i Leopoldville. i Belgiska Kongo.  Roberto sökte stöd för kampen i USA, men fick besked att det inte var gångbart att upprätta gamla kungadömen. Han gav då upp Kongoriket och döpte om föreningen till UPA, Föreningen för Angolas Folk.

### Självständighetskriget
FLNA byggde upp en gerillaarmé i Kongo. Den 15 mars 1961 gick 3 000 outbildade soldater in i provinsen Uíge i nordöstra Angola. Bakongokrigarna dödade tusentals vita nybyggare på vägen till Luanda. Portugal var medlem i NATO och skickade amerikanska flygplan, som bombade byar med napalm.
I november höll FN:s generalförsamling en debatt om situationen i Angola. Roberto och Jonas Savimbi      reste till New York. Bakongo- och Ovimbundufolken var därefter representerade internationellt.
I april 1962 bildade Roberto en exilregering i Kinshasa. Med Savimbi som utrikesminister. Roberto bjöd in MPLA att delta i regeringen, men Neto avböjde. GRAE tränade sina soldater i Kongo och började attackera MPLA:s gerillasoldater som hade en bas i provinsen Cuanza Norte.

## Övergång till självständigt Angola

### Nejlikerevolutionen
Den 25 april 1974 inträffade en militärkupp i Lissabon. Folket kunde inte längre acceptera diktaturens förtryck och en stor del av militären hade fått nog av det meningslösa kriget i Portugals afrikanska kolonier. Yngre officerare genomförde en militärkupp och fick oväntad hjälp av folkets civilmotstånd. Folk satte nejlikor i gevärspiporna och inga skott avlossades.

### Alvoravtalet
Alvoravtalet om självständighet för de portugisiska afrikanska kolonierna undertecknades den 15 januari 1975 i den lilla staden Alvor i södra Portugal. En övergångsregering bestående av MPLA, UNITA och FNLA och under ledning av amiralen Rosa Coutinho. Denna skulle styra Angola till den 11 november samma år, då landet skulle bli självständigt efter fria val som skulle hållas i oktober. Men FNLA och UNITA bröt mot Alvoravtalet och enade sina styrkor för att krossa MPLA.

### Kampen om Luanda
Det gällde att få kontroll over så stor del av Angola som möjligt. MPLA kontrollerade Luanda, UNITA en stor del av södra Angola och FNLA trängde in från Kongo med 3000 välutbildad soldater. UNITA hade stöd av Sydafrikas moderna armé och flyg. MPLA hade kallat på kubanska trupper som anlände med flyg till Luanda den 5 november. FNLA och UNITA meddelade att exilregeringen GRAE kommer ha Huambo som huvudstad 
Den 10 november stoppas FNLA i utkanten av Luanda. MPLA med hjälp av Kuba krossar FNLA:s arme i slaget vid Kifangondo.
FNLA deltog därefter endast sporadiskt i inbördeskriget och upphörde så småningom. Holden Roberto flyttade till Paris.

## Republiken Angola
År 1991 skrev MPLA och UNITA under ett fredsavtal som möjliggjorde införandet av flerpartival i Angola och den kommunistiska staten upphörde. I parlamentsval 2008 och 2012 fick FNLA cirka 11 % av rösterna.

## Galleri

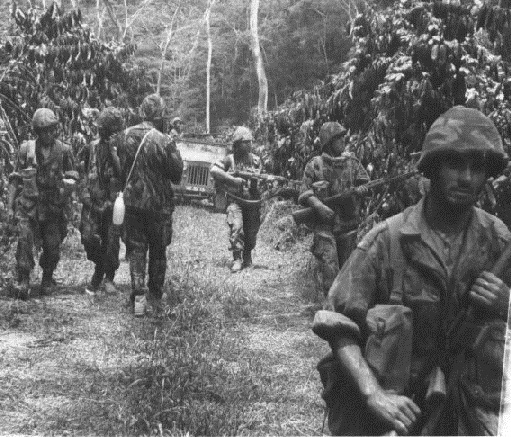
Portugisiska soldater i Angola
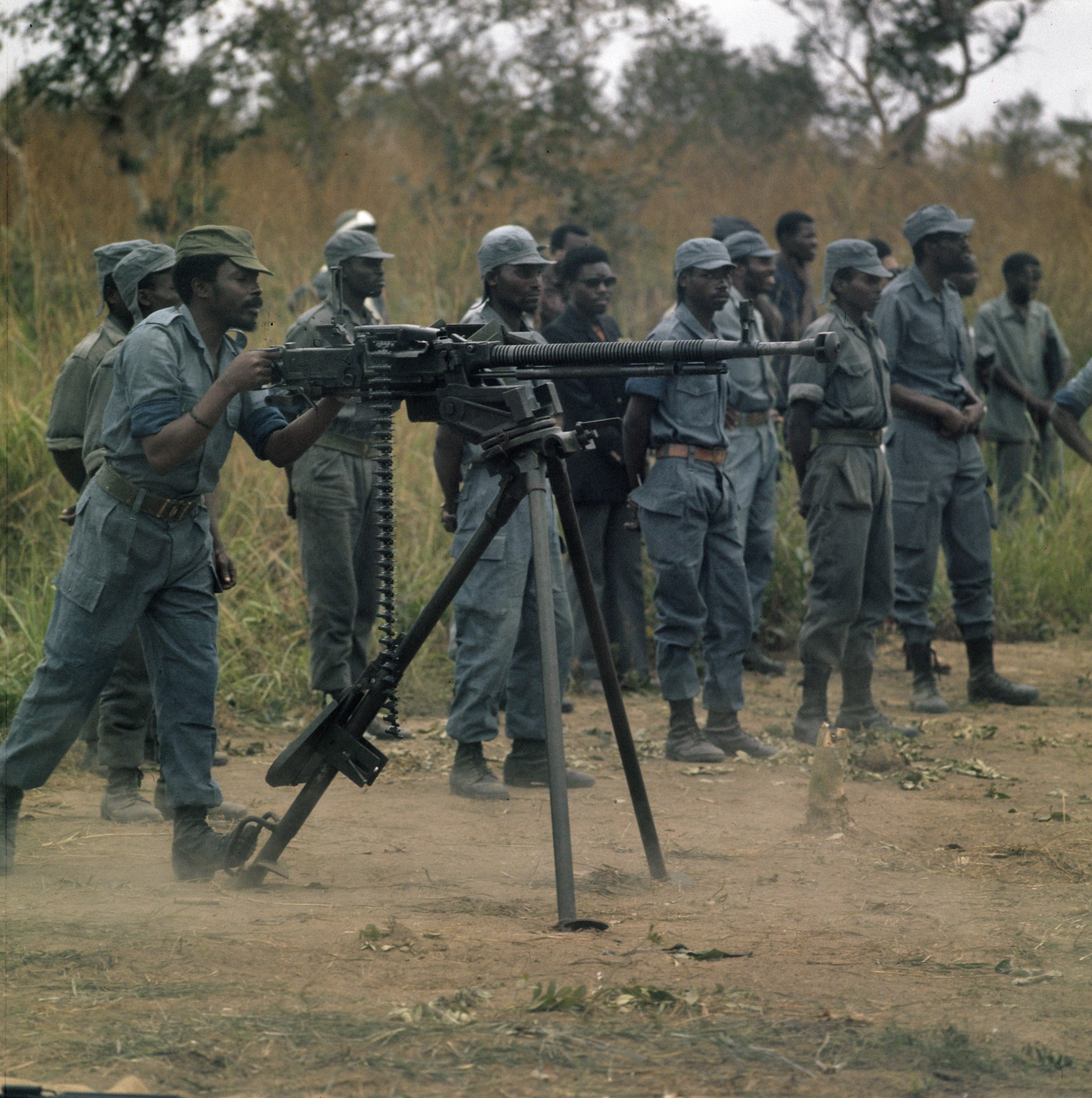
FNLA i Kongo
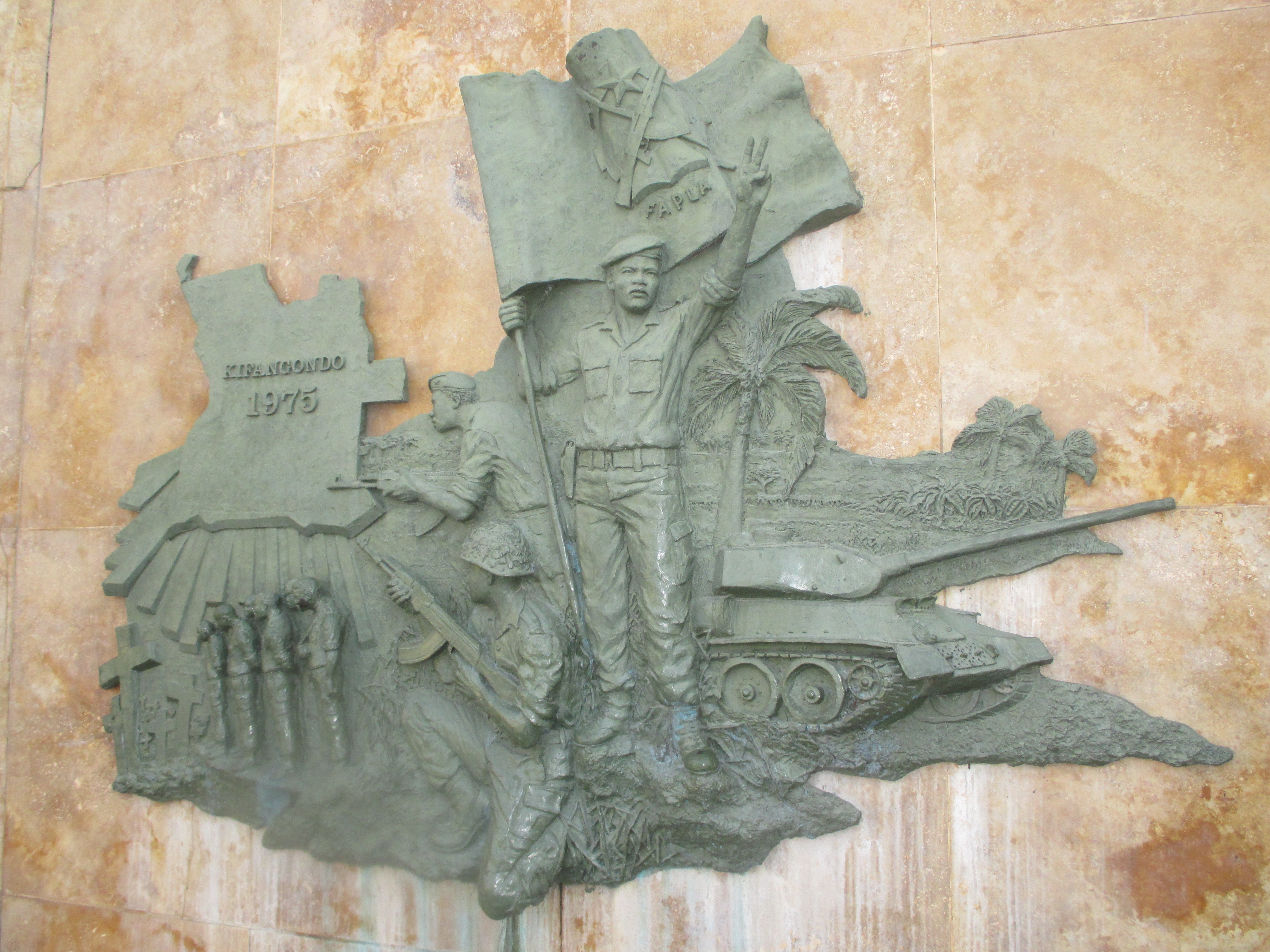
MPLA segrade i Kifangondo